# Europe 51
 (juin 2017).
Si vous disposez d'ouvrages ou d'articles de référence ou si vous connaissez des sites web de qualité traitant du thème abordé ici, merci de compléter l'article en donnant les références utiles à sa vérifiabilité et en les liant à la section « Notes et références ».
Pour plus de détails, voir Fiche technique et Distribution.
Europe 51 (Europa '51) est un film italien néoréaliste réalisé par Roberto Rossellini en 1952, avec dans le rôle principal la seconde femme de celui-ci, Ingrid Bergman. C'est une critique sociale faite à travers l'histoire d'une femme riche, qui, désespérée par le suicide de son jeune fils, est traitée pour folie quand elle décide de se dévouer aux pauvres.

## Thématique
Fasciné par François d'Assise rejetant le luxe et le confort d'une vie bourgeoise pour l'amour des pauvres tel qu'il l'a évoqué en 1950 dans Les Onze Fioretti, Roberto Rossellini aborde la question de la sainteté dans la société d'après-guerre, celle de la modernité qui a généré la catastrophe de la Seconde Guerre mondiale et promet le progrès des années 1950, voire l'utopie communiste. Il le fait à travers un personnage évoquant Simone Weil et le récit d'une Passion, qui conduit l'héroïne de la déréliction à la condamnation, en passant par la trahison de son mari, les calomnies, la prison, les interrogatoires...
Le film s'inscrit dans ce moment de l'œuvre de Rossellini qui a été appelé la « trilogie de la solitude », entre Stromboli, terre de Dieu, qui date de 1950, et Voyage en Italie, sorti en 1954. Son intrigue se noue à partir d'une référence à la scène finale d'Allemagne année zéro, le suicide d'un enfant.

## Synopsis
Irene, interprétée par Ingrid Bergman, est une Américaine qui a épousé le patron de la filiale italienne d'une grande société américaine, George Girard, personnage qu'interprète Alexander Knox. Ils forment un couple modèle de la grande bourgeoisie qui prospère dans la Rome de l'après-guerre. Au cours d'une réception mondaine, leur fils, Michele, n'a de cesse d'attirer l'attention de sa mère, mais celle-ci est toute à ses hôtes. Michele se jette alors dans la cage d'escalier. Son suicide est manqué mais sa hanche, cassée. À l'hôpital, Irene promet de ne plus quitter Michele et d'être plus attentive, mais l'enfant meurt brusquement d'une embolie.
Pendant dix jours, la mère reste alitée, puis elle tâche de reprendre sa place. Elle se tourne vers un cousin de son mari, Andrea Casatti, personnage interprété par Ettore Giannini. Il est communiste et l'aide à sortir de sa peine et de son milieu. Il lui fait visiter les quartiers les plus pauvres de Rome, ce qui la conduit à sacrifier son temps à leurs habitants. Elle verse de l'argent à un garçon pour son traitement médical. Elle aide une mère qui élève seule ses six enfants à trouver un emploi. Amenée à remplacer celle-ci pour deux journées, elle connaît l'expérience bouleversante du travail anonyme en usine. Elle veille une jeune prostituée mourant de la tuberculose.
Son action sociale l'accapare au point qu'elle néglige ses obligations sociales et délaisse son foyer. Son mari en arrive à se persuader qu'elle a une relation adultère avec Andrea. C'est la séparation de corps. Au cours d'une de ses « missions » dans un foyer miséreux, Irène est amenée à intervenir auprès du fils de la maison, voleur en fuite venu menacer ses parents de son revolver. Elle réussit par une sorte de force intérieure et de grâce persuasive à le faire partir tout en retenant son arme et en lui conseillant de se rendre à la police. Elle est elle-même arrêtée et accusée de complicité de délit de fuite.
Alors qu'elle se retrouve en prison et que la presse invente une liaison qu'elle aurait eu avec le fuyard, son mari et les autorités décident de la placer dans un hôpital psychiatrique pour étouffer le scandale. La même grâce qui émane d'elle fascine les autres malades, calme une patiente au cours d'un épisode suicidaire et ne laisse par d'interroger ses médecins. Elle confie toutefois qu'elle éprouve, sans se sentir pour autant de vocation religieuse, à la fois un dégoût de ce qu'elle a été et, en se consacrant sans réserve aux autres, une illumination intérieure. Son confesseur ayant blâmé avec onctuosité une exaltation contraire à l'autorité de l'Église et l'ordre familial, les psychiatres ayant fini par diagnostiquer un délire passionnel, dit « délire des missionnaires », sa famille l'abandonne derrière les barreaux de l'institution tandis que les domestiques et le peuple venu la visiter la proclament sainte.

## Fiche technique
- Titre français : Europe 51
- Titre original : Europa '51
- Genre : drame
- Réalisation : Roberto Rossellini, assisté d'Antonio Pietrangeli
- Scénario : Roberto Rossellini, Sandro de Feo (it), Mario Pannunzio (it), Ivo Perilli, Brunello Rondi

(non crédités : Donald Ogden Stewart, Jean-Paul Le Chanois, Diego Fabbri, Antonio Pietrangeli).
- Production : Roberto Rossellini, Dino De Laurentiis et Carlo Ponti
- Musique : Renzo Rossellini
- Photographie : Aldo Tonti
- Montage : Jolanda Benvenuti (it)
- Décors : Virgilio Marchi (it) et Ferdinando Ruffo
- Costumes : Fernanda Gattinoni
- Format couleur : noir et blanc
- Format sonore : mono
- Durée : 113 minutes
- Pays de production :  Italie
- Dates de sortie : 
  - Italie : 4 décembre 1952
  - Italie : 4 novembre 2020 (ressortie, Tamasa Distribution)

## Tournage
Le film montre les quartiers les plus pauvres de l'agglomération romaine, en particulier la via Federico Borromeo à Primavalle. L'hôpital psychiatrique est une authentique clinique privée située via di Villa Troili, entre Aurelio et La Pisana.

## Distribution
- Ingrid Bergman (doublée en italien par Lydia Simoneschi) : Irène Girard
- Alexander Knox (doublé en italien par Emilio Cigoli) : George Girard, le mari, patron d'usine
- Ettore Giannini (doublé en italien par Giulio Panicali (it)) : Andrea Casatti, intellectuel communiste
- William Tubbs : le professeur Alessandrini
- Teresa Pellati (it) : Inès
- Giulietta Masina : Juliette, dite moineau (passerotto)
- Marcella Rovena : Mme. Puglisi
- Tina Perna : Cesira
- Sandro Franchina : Michele Girard, le fils
- Antonio Pietrangeli
- Rosanna Rory
- Carlo Hintermann

## Censure
La diffusion du film a été, à sa sortie, restreinte par le gouvernement italien,
Dans les versions ultérieures, un certain nombre de scènes ont été supprimées. C'est ainsi que la mention d'une grève organisée par un syndicat a été retirée. A été aussi coupé le dialogue qui révèle que si un des personnages est au chômage, c'est parce qu'il avait travaillé, durant le gouvernement de Mussolini, dans l'entreprise nationale de chemin de fer mise en place par le régime fasciste.
Dans certaines versions, le fils ne meurt pas dans son lit, au retour de l'hôpital, mais se suicide en sautant par la fenêtre. La version anglaise, présentée en 1974 au festival Filmex sous le titre The Greatest Love, occultait toute référence aux grèves et les dialogues les plus critiques à l'endroit de la société et l'ordre moral y étaient traduits d'une façon très succincte, en particulier celui au cours duquel Irène reproche au prêtre un manque d'amour et prône le sacrifice de sa vie, jusqu'à l'abandon de la famille.
Une scène dans laquelle la protagoniste se rend dans une salle de cinéma a également été supprimée dans de nombreuses versions. Irene va au cinéma Bareberini pour voir un film de Mario Mattoli, Totò terzo uomo (1951). Elle voit un film d'actualité en première partie. Il montre la construction d'un barrage. Les images la ramènent à la tragédie qu'elle vit  .

## Récompenses
- Prix international du Festival de Venise (1952).
- Nastro d'argento de la meilleure actrice à Ingrid Bergman (1953).
- Sélection des 100 films italiens à sauver.

### Sources
1. ↑  (it) E Piovano, cité in V. Gentile, « Simone Weil sotto le stelle inquiete », in Sentiers sauvages (it), Rome, 3 mars 2011.
2. ↑  Cf. Europa '51, Collector's Edition, Dolmen Home Video, Milan, 2009 (DVD).
3. ↑  Cf. 3 Films By Roberto Rossellini starring Ingrid Bergman., The Criterion Collection, New York, 2013 (blu-ray).
4. ↑  Enrique Seknadje, « Roberto Rossellini – « Europe ’51 » (1952) – DVD + Blu-Ray / Seconde partie : Vers la paix », sur Culturopoing (consulté le 25 mars 2021)